# Кёртейн, Рут
Рут Ф. Кёртейн (16 июля 1941 — 18 марта 2018) — австралийский математик, которая много лет проработала профессором математики в Гронингенском университете в Нидерландах. Ее исследования касались бесконечномерных линейных систем.

## Образование и карьера
Кёртейн родилась в Мельбурне. Она была дочерью маляра. Отец хотел, чтобы она бросила школу в 14 лет, но при поддержке матери она продолжила обучение. Кёртейн изучала математику в Мельбурнском университете и получила степень бакалавра в 1962 году, диплом педагога в 1963 году и степень магистра в 1965 году. Затем она переехала в США и училась в аспирантуре по прикладной математике в Брауновском университете, где она и защитила диссертацию «Стохастические дифференциальные уравнения в гильбертовом пространстве» под руководством Питера Фальба в 1969 году
Затем она работала на математическом факультете Университета Пердью, но в 1971 году перешла в Уорикский университет. В 1977 году она снова переехала, на сей раз в Гронингенский университет, где и работала до выхода на пенсию в 2006 году.

## Книги
- Функциональный анализ в современной прикладной математике (совместно с А. Дж. Притчардом, Academic Press, 1977)[7]
- Теория бесконечномерных линейных систем (совместно с совместно с А. Дж. Притчардом, Springer, 1978)[8]
- Введение в теорию бесконечномерных линейных систем (совместно с Хансом Звартом, Springer, 1995)[9]

## Награды и премии
В 1991 году Кёртейн была избрана членом IEEE, связанного с IEEE Control Systems Society, «за вклад в теорию управления стохастическими и бесконечномерными системами».
В 2012 году Общество промышленной и прикладной математики присудило Кёртейн приз У. Т. и Идалии Рейд за выдающиеся исследования в области дифференциальных уравнений и теории управления. Награда была присуждена за ее «фундаментальный вклад в теорию бесконечномерных систем и управление системами, определяемыми дифференциальным уравнением в частных производных и уравнениями с запаздыванием».